# Мінджир
Мінджир (рум. Mingir) — село у Гинчештському районі Молдови. Адміністративний центр однойменної комуни, до складу якої також входить село Сємьоновка.

## Населення
За даними перепису населення 2004 року у селі проживали 4995 осіб.
Національний склад населення села:
| Національність       | Кількість осіб | Відсоток   |
| -------------------- | -------------- | ---------- |
| молдавани румуни     | 4773 156       | 95,6% 3,1% |
| цигани               | 37             | 0,7%       |
| росіяни              | 10             | 0,2%       |
| українці             | 4              | 0,1%       |
| болгари              | 1              | < 0,1%     |
| інша / без відповіді | 14             | 0,3%       |
| Всього               | 4995           | 100%       |

## Відомі особистості
В поселенні народився:
- Тудор Касапу (* 1963) — радянський і молдовський важкоатлет.